# تیپ‌های ترکمان (حشد شعبی)
تیپ‌های ترکمان (عربی: الحشد التركماني) شبه‌نظامیان ترکمان عراقی هستند که به عنوان بخشی از نیروهای بسیج مردمی (حشد الشعبی) در سال ۲۰۱۴ تشکیل شده‌اند.
سعید ییلماز نجار، فرمانده این گروه، پیشنهاد اتحاد شبه‌نظامیان ترکمان را از جبهه ترکمان عراق رد کرد و گفت که گروه وی متشکل از ترکمن‌های شیعه و سنی است.
در ۲۵ سپتامبر ۲۰۱۶، تیپ ۱۶ اعلام کرد که شبه نظامیان در نبرد حویجه شرکت خواهند کرد.